# Bakterie gnilne
Bakterie gnilne – bakterie dysponujące zespołem enzymów umożliwiających im rozkład białek, a więc wywołujące proces gnicia. Bakterie gnilne żyją zazwyczaj w warunkach beztlenowych; mają duży udział m.in. w rozkładzie mięsa.
Do bakterii gnilnych należą m.in. laseczki zgorzeli gazowej, laseczki sienne, laseczki gnilne, pałeczki odmieńca.